# Финау Охуафи
Финау Охуафи (Шаблон:Јез-тон; Тонгатапу, 25. јануар 2001) тонгански је пливач чија ужа специјалност су спринтерске трке слободним стилом. Такође учествује и у маратонским пливачким тркама на отвореним водама. 

## Спортска каријера
Охуафи је међународну пливачку каријеру започео 2017. учешћем на Омладинским играма комонвелта у Насауу, док је годину дана касније дебитовао на истом такмичњу одржаном у Гоулд Коусту и у конкуренцији сениора. 
На сениорским првенствима света је дебитовао у кинеском Хангџоуу 2018. на Светском првенству у малим базенима где је успео да исплива личне рекорде у тркама на 50 и 100 метара слободним стилом.
Учествовао је и на светском првенству у великим базенима у корејском Квангџуу 2019. где је пливао у по две појединачне и штафетне трке. У квалификацијама на 50 слободно и 100 слободно  пласирао се на 98. и 106. место и није успео да прође у полуфинала, док је у тркама мешовитих штафета на 4×100 мешовито и 4×100 слободно тонгански тим заузео два 34. места.